# Russell Fazio
Russell H. Fazio (* 9. Oktober 1952 in Utica (New York)) ist ein US-amerikanischer Sozialpsychologe. Sein Forschungsschwerpunkt sind Einstellungen, insbesondere ihre automatische Aktivierung (sogenanntes affektives Priming), wie sie in Vorurteilen und Stereotypen zum Vorschein kommen. Er entwickelte experimentelle Paradigmata, mit denen die tatsächlichen Einstellungen gemessen werden können, also ohne Verfälschungen durch soziale Erwünschtheit oder Ähnliches.

## Karriere
Russell Fazio studierte von 1970 bis 1974 Psychologie an der Cornell University; sein Bachelor-Abschluss wurde summa cum laude bewertet. Hier war er Mitglied von Phi Beta Kappa. Anschließend wechselte er an die Princeton University, wo er mit einem Stipendium der National Science Foundation 1976 seinen Master und 1978 seinen Doktorgrad erwarb. Seine Laufbahn als Psychologieprofessor begann 1978 an der Indiana University, wo er bis 2001 blieb. Im November 1997 verbrachte er einen Forschungsaufenthalt an der University of Exeter. 2001 ging Fazio an die Ohio State University, wo er nun den Harold E. Burtt-Lehrstuhl innehat. 2017 wurde er in die American Academy of Arts and Sciences gewählt.

## Affektives Priming
Inhalte des impliziten Gedächtnisses beeinflussen das Verhalten, ohne dass man sich dessen bewusst wird. Menschen bemerken zum Beispiel ihre eigenen Vorurteile nicht. Aufbauend auf dem lexikalischen Priming-Paradigma von Meyer & Schvaneveldt (1971) entwickelte Fazio eine objektive Messmethode für Einstellungen. Die Probanden sollen Wörter (Target) so schnell wie möglich per Tastendruck als positiv oder negativ bewerten, nachdem ihnen zuvor ein anderer Reiz (Prime) dargeboten wurde. Dies kann zum Beispiel ein anderes emotionales Wort sein oder auch ein Foto. Dieser Reiz wird nur für einen kurzen Zeitraum (einige 100 ms) oder auch unter der Wahrnehmungsschwelle präsentiert (subliminales Priming). Der Prime-Reiz aktiviert durch Assoziation gleich bewertete Gedächtnisinhalte. Die Reaktionszeit ist kürzer, wenn Prime und Target die gleichen Affekte auslösen, also in ihrer Bewertung kongruent sind. Hingegen ist die Reaktionszeit länger, wenn Prime und Target unterschiedliche Affekte auslösen, also in ihrer Bewertung inkongruent sind. Beispiel: Das Wort „freundlich“ wird schneller bewertet (positiv), wenn der Prime-Reiz das Wort „schön“ ist, als wenn der Prime-Reiz das Wort „hässlich“ ist (inkongruenter Affekt). Derselbe Effekt tritt auf, wenn man als Prime-Reiz Fotos von Angehörigen der eigenen oder einer anderen Ethnie verwendet. Auch wenn die Probanden sich selbst für vorurteilsfrei halten, assoziieren sie signifikant häufiger Fotos von Menschen der eigenen Gruppe mit positiv, die Fotos anderer Gruppen mit negativ besetzten Wörtern. Ein Vorteil des affektiven Primings gegenüber herkömmlichen Methoden zur Einstellungsmessung wie Fragebögen besteht darin, dass die Einstellung der Probanden indirekt aus ihren Reaktionen erfasst wird. Da die Probanden sehr schnell reagieren müssen und die Priming-Reize für deren eigentliche Aufgabe (die Bewertung der Target-Reize) irrelevant sind, kann man davon ausgehen, dass die Ergebnisse des affektiven Primings spontane Bewertungen widerspiegeln. Damit ist unwahrscheinlicher, dass sie durch die Neigung zu sozial erwünschten Antworten beeinflusst sind.